# マングベツ

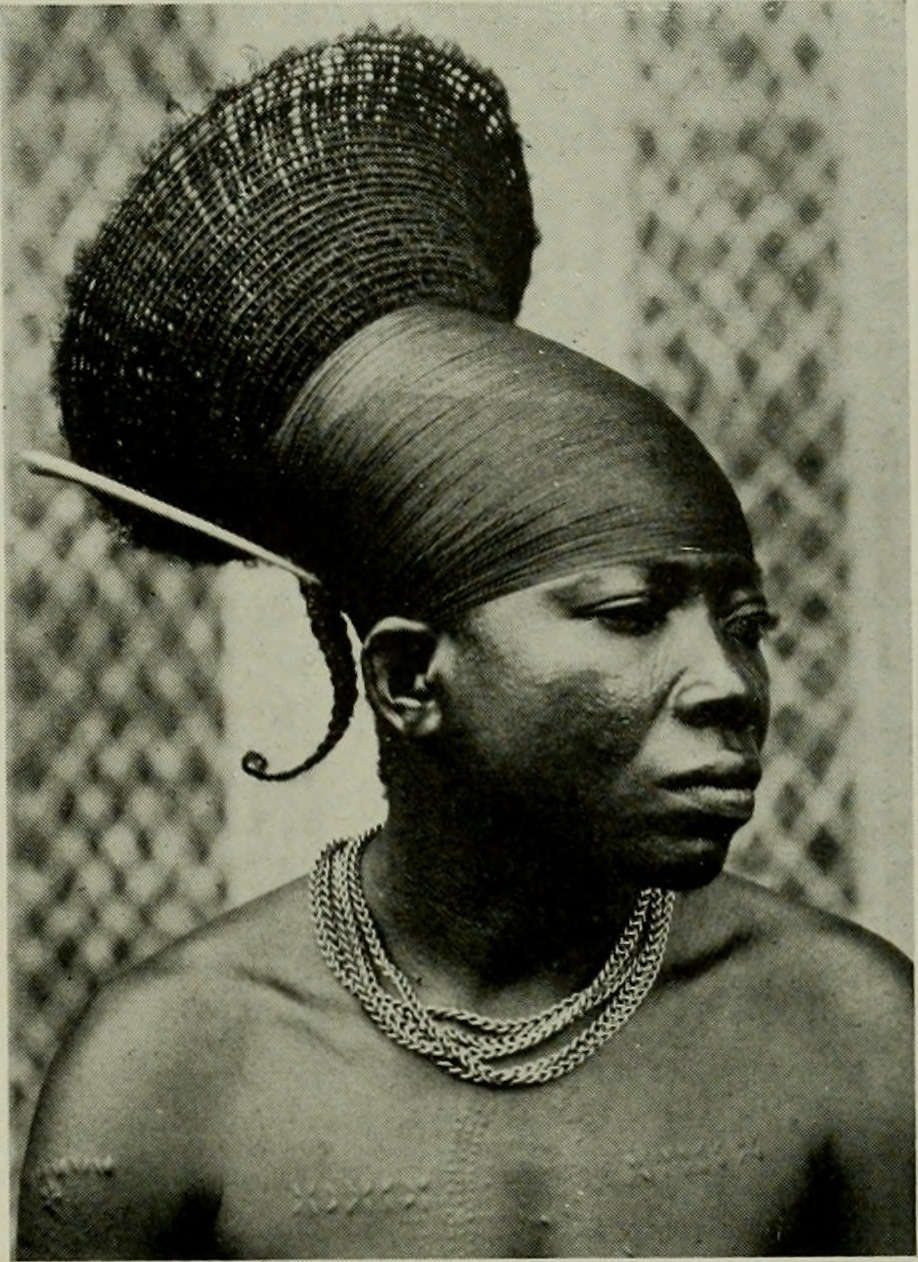
20世紀初頭に撮影されたマングベツの女性。

マングベツ (Mangbetu) はコンゴ民主共和国の東部州に住む人々（民族）である。

## 言語
中央スーダン言語群のマングベツ語（あるいはマンベトゥ語）を話す。この言語は地域の共通語であるリンガラ語ではキングベツ（Kingbetu）と呼ばれ、マングベツの人々自身はネマングベツ（Nemangbetu）と呼んでいる。

## 文化
マングベツは高度に発達した芸術と音楽で知られている。彼らの名前を取ったハープやギターも存在する。音楽学者は彼らが自身の音楽を記録した映像や動画を探し続けている。ヨーロッパの探検家はマングベツの長い頭を特徴的だと捉えた。伝統的に、新生児の頭を布できつく巻く事で独特の外見を作っている。この習慣は1950年代の多くのヨーロッパ人の来訪と西洋化によって廃れ始めた。この独特の外見によって、マングベツをアフリカ芸術で見つけ出す事は容易である。

## 歴史
18世紀初頭までにマングベツは多くの小さい氏族を構成していた。南からの移住者である彼らは、バンツー語を話す北からの散在して住む移住者と接触した。18世紀遅くには、主にマビチ族出身のマングベツを話す精鋭集団が、他のマングベツの氏族や周辺のバンツー語を話す人々を支配した。これは彼らの鉄や銅の製造の知識によるもので、これを用いて武器や優れた装飾を作る事で、周辺住民に対して軍事的・経済的優位に立ったと考えられる。

### 食人の疑問
多くの近年の研究によってマングベツが歴史的に食人習慣を持っていたと特徴付けられている。「反抗の精神」という記録映像で取材されたマングベツの男性によると、「ザイールのマングベツの多くは今でも祖先が食人習慣を持っていたと信じている。デービッド・ルイスはこれを『1880年代のスワヒリによる奇襲による政治的不調の結果、バクサからバテテラ、マングベツ、多くのザンデに新鮮な食人習慣の波が広まった』と述べている。しかしながら、ケイムは多くの食人の記録がアフリカでの詳細な現地調査によるものではなく、19世紀のヨーロッパ人の暗黒大陸神話の記録によるものと反論している。」